# たまごふわふわ

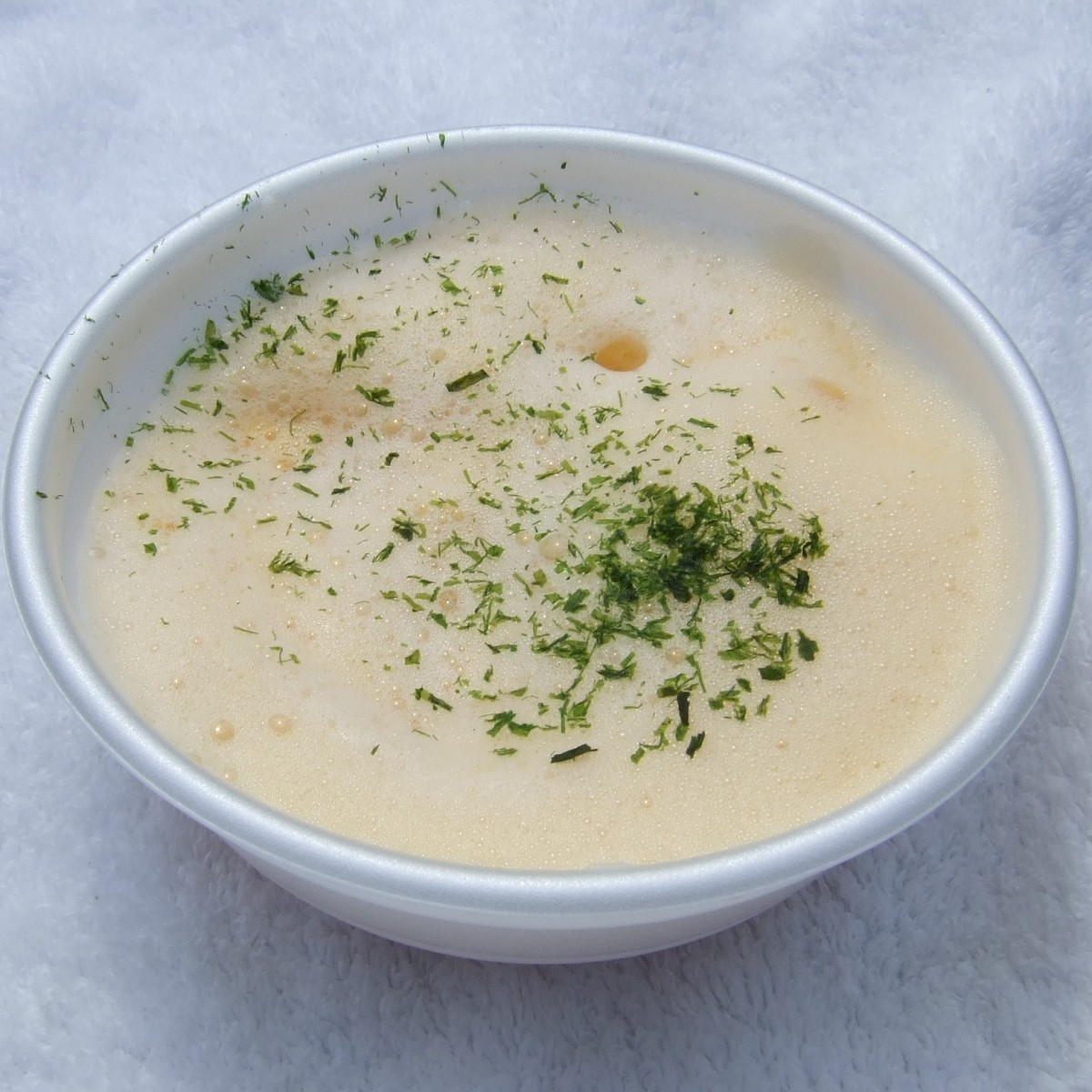
たまごふわふわ
（B-1グランプリ2010において撮影）

たまごふわふわは、静岡県袋井市で販売されているご当地卵料理である。愛Bリーグに加盟している。 

## 概要
起源は江戸時代にまでさかのぼり、1831年（文化10年）に書かれた文献『仙台下向日記』には、大阪の豪商・升屋平右衛門重芳が袋井宿の大田本陣に宿泊した際、「玉子ふわふわ」が膳にのったと記されている。また『東海道中膝栗毛』にも登場する。袋井市観光協会が町おこしとして目をつけ、市内の飲食店主の協力のもと当時の文献をもとに再現した。
茶碗蒸しの原型と言う説があるが、茶碗蒸しと違いスフレ状であり、蓋をした状態で食器を直火に掛けて作る。

## 作り方
熱した出汁に、よく泡立てた卵を一気に流し入れ、蓋をして蒸らす。出来上がったものをだし汁ごと器によそい、飾り付けとして胡椒や青のりを振る。

## 近藤勇の好物
2004年に放送された大河ドラマ「新選組！」にて作中での『設定』として「いかつい近藤勇の意外な好物」として作中で登場し、放送でも好評だったが番組放送後に出た、江戸料理本やネット上に「たまごふわふわが近藤勇の好物」とまことしやかに作中の設定が史実の逸話であるかのごとく鵜吞みにした話が一躍世間に広まってしまった。
2016年5月8日に行われた講演会「大河ドラマ『新選組！』と『あさが来た』秘話」において、ふわふわたまごが幕末にあった食べ物というのは事実だが、それが近藤勇の好物だったというのは創作であり、これはスタッフとの話し合いの中で「近藤勇の好きな食べ物をなにか作ろう」ということになり、当時あった食べ物の中から選んだというエピソードが話された。